# شارع محمد محمود

أحد المتظاهرين يرفع لافته شارع محمد محمود في أحداث محمد محمود وعليها دماء من شهداء ومصابين

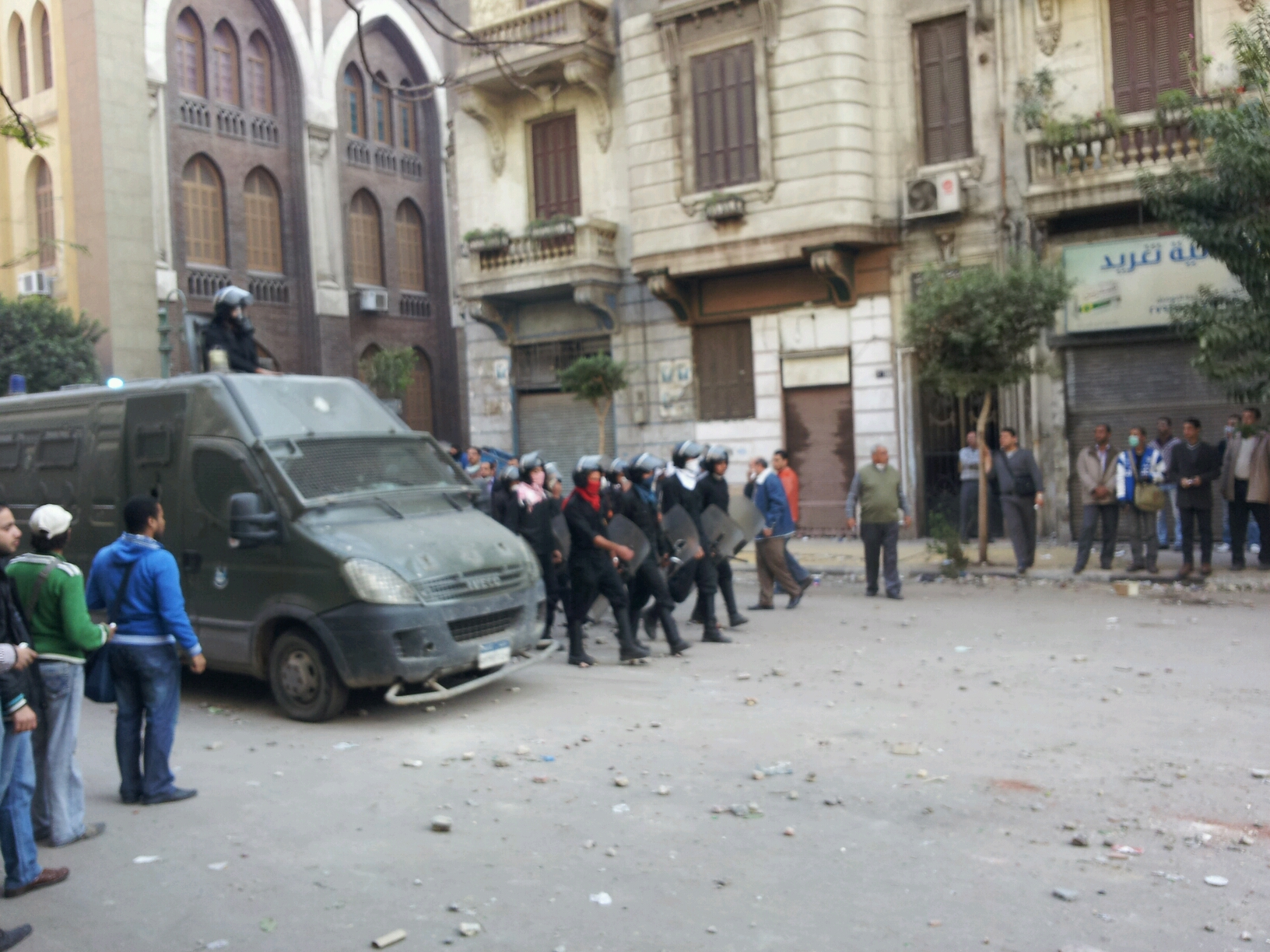
قوات الأمن المركزي في أحداث محمد محمود نوفمبر 2011.

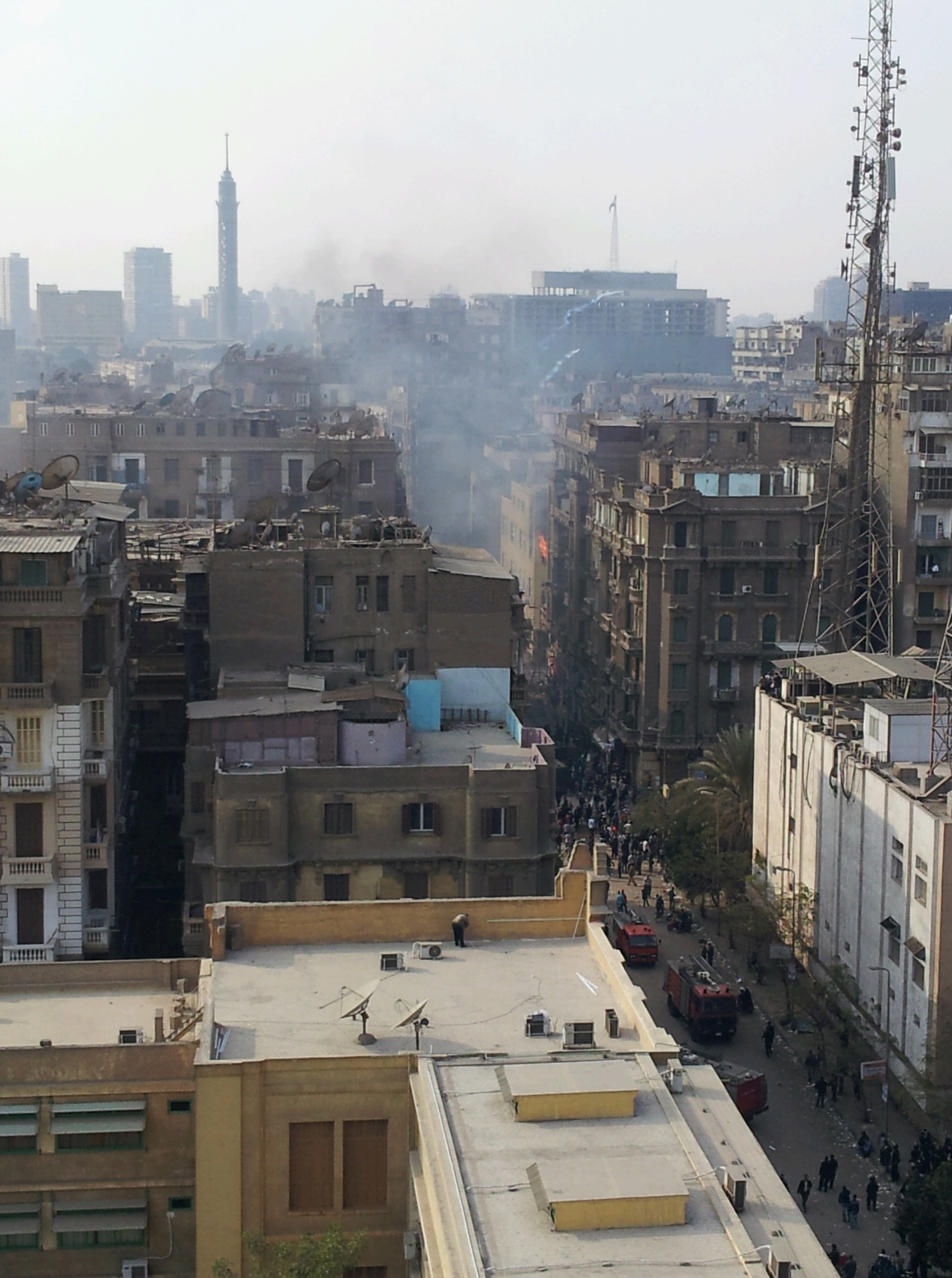
احتراق إحدى مباني الشارع في الأحداث.

شارع محمد محمود هو أحد شوارع القاهرة بمصر

جغرافياً، يتفرّع شارع محمد محمود من ميدان التحرير في وسط القاهرة، وينتهي في شارع بورسعيد 

, ويضم مجمّع مباني الجامعة الأميركية، ويتفرع منه شارع المنصور المؤدي إلى مبنى وزارة الداخلية (وليس شارع محمد محمود المؤدي إلى الوزارة) وتقع فيه مطاعم هارديز الأميركية والعديد من المقاهي، ومدرسة «ليسيه الحرية».

## تاريخة
تاريخياً، يبدو أن الشارع يستمد قوته من اسم صاحبه محمد محمود صالح باشا المعروف باسم الرجل الحديدي، الذي شكل الوزارة أربع مرات في العهد الملكي، وشغل فيها منصب وزير الداخلية، وكان معروفاً باستخدام القوة.

## شارع محمد محمودوثورة 25 يناير
سياسياً، شهد شارع محمد محمود الكثير من المواجهات بين قوات الأمن والمتظاهرين منذ اندلاع ثورة 25 يناير، كان أولها في اليوم نفسه الذي اندلعت فيه الثورة، وأسفرت عن جرح نحو 150 شخصاً، ووفاة إثنين.
استمرت الموجهات لمدة ثلاثة أيام حتى يوم جمعة الغضب، وسقط نحو 70 قتيلاً في ذلك اليوم «28 يناير الماضي»، لا سيما بعد اعتلاء قناصة وزارة الداخلية أسطح البنايات المطلة عليه، وخاصة الجامعة الأميركية، وأطلقوا الرصاص على المحتجين ضد نظام حكم الرئيس السابق حسني مبارك.

### أحداث مسرح البالون
وفي 28 و29 يونيو الماضي، شهد الشارع مواجهات مماثلة، حيث اندلعت اشتباكات واسعة بين قوات الأمن والمحتجين على أثر استخدام الشرطة العنف ضد مجموعة من أسر القتلى والمصابين، أثناء احتفال أقيم في مسرح البلون في حي العجوزة القريب من ميدان التحرير، فانتفض الآلاف من الشباب للدفاع عن أسر القتلى والمصابين، ووقع شيء ما يشبه حرب الشوارع مع قوات الأمن على مدار يومين، سقط فيها نحو 1124 مصاباً، ولكن من دون سقوط وفيات.

وإتهمت لجنة تقصي الحقائق التابعة للمجلس القومي لحقوق الإنسان الشرطة بالإفراط في استخدام القوة في تلك الأحداث، وقالت في تقريرها "تأكد استخدام الشرطة المفرط للقوة، متمثلاً في إطلاق عدد كبير من القنابل المسيلة للدموع، لا يتناسب مع إجمالي أعداد المتظاهرين، وكذلك استخدام طلقات الخرطوش على نحو أدى إلى ارتفاع عدد المصابين.

وبفحص نوعية بعض الفوارغ من القنابل المسيلة للدموع التي حصل عليها أعضاء اللجنة تبين أنها من طرازات (518، و501، و560، و350) التي تتفاوت في المدى والقوة"، مشيرة إلى "اعتقال الشرطة بعض المواطنين أثناء إسعافهم، وقد ساهم ذلك، إلى جانب استخدام الشرطة للقوة المفرطة، في إثارة المواطنين وانضمام أعداد كبيرة منهم إلى المتظاهرين".

### أحداث السفارة الإسرائيلية
وقعت مواجهات في الشارع نفسه، في ما سمّي بـ«أحداث السفارة الإسرائيلية»، أثناء جمعة تصحيح المسار في 9 سبتمبر الماضي، ولكنها لم تكن في عنف الموجهات السابقة، لاسيما بعدما أخلت قوات الأمن الشارع، وتركته مفتوحاً أمام المتظاهرين، الذين وصلوا إلى أبواب وزارة الداخلية، وتظاهروا أمامها، بل وأسقطوا اللافتة الموضوعة على واجهتها.

### أحداث محمد محمود

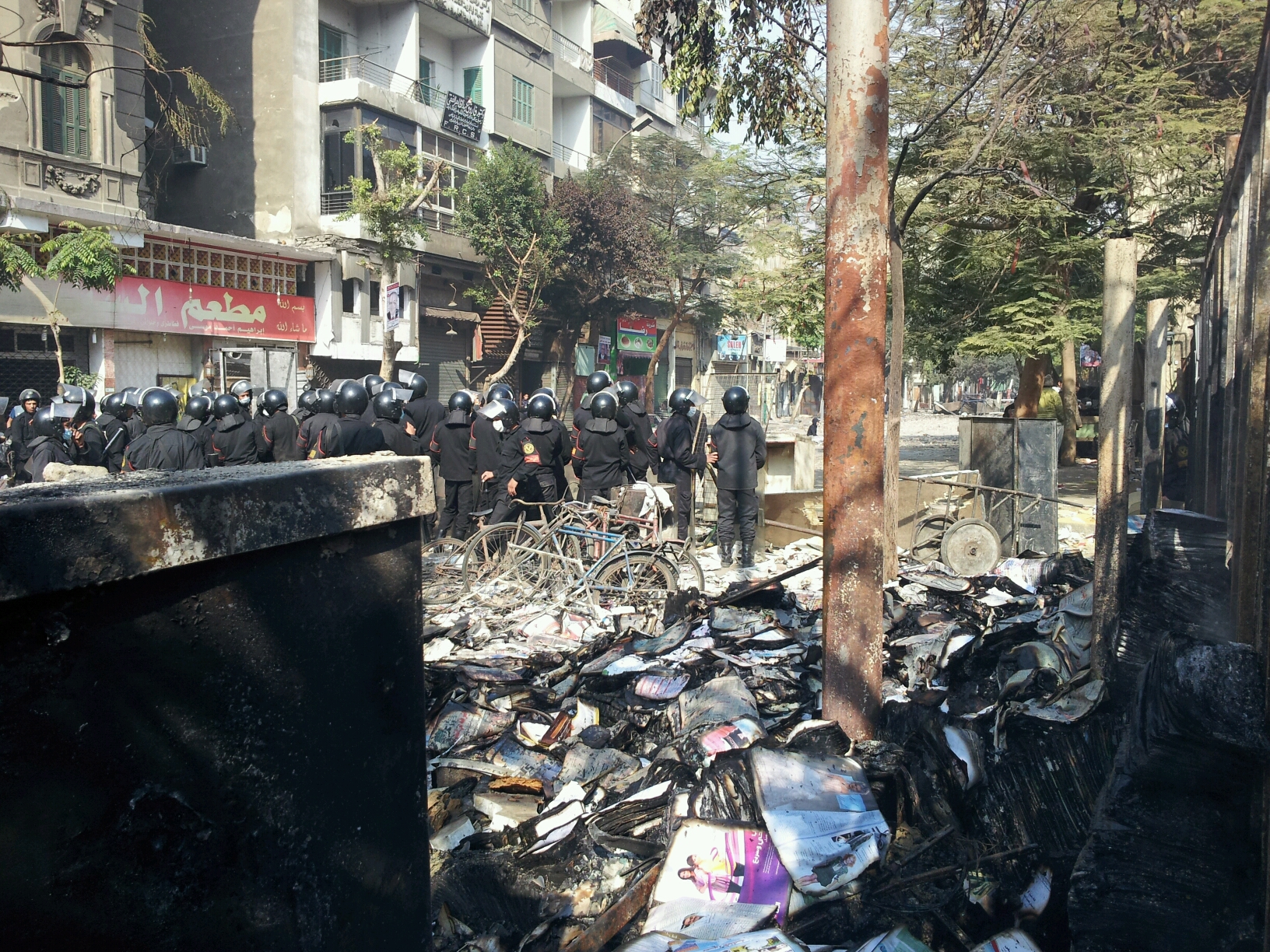
التقط أسعد هاشم، مراسل الجزيرة، هذه الصور من خلف خطوط الشرطة في شارع محمد محمود، ٢٣ نوفمبر ٢٠١١م.

يأبي الشارع الشهير إلا أن يظل ساحة حرب بين قوات الشرطة والمحتجين ضد المجلس العسكري، بعد ثورة 25 يناير حيث تدور مواجهات عنيفة بين الجانبين منذ يوم السبت الماضي، 19 نوفمبر الجاري، أسفرت عن سقوط 43 قتيلاً وأكثر من أربعة آلاف مصاب. وذلك احتجاجاً على فضّ اعتصام مصابي الثورة بالقوة صبيحة ذلك اليوم، واحتجاجاً على إستمرار حكم المجلس العسكري للبلاد، والتباطؤ في تسليم السلطة للمدنيين.